# Александров, Андрей Александрович
Андре́й Алекса́ндрович Алекса́ндров (21 ноября 1888, Нижний Азъял, Сотнурская волость, Царевококшайский уезд, Казанская губерния, Российская империя — 16 апреля 1939, Красногорский, Звениговский район, Марийская АССР, РСФСР, СССР) — русский советский офицер, натуралист. Участник Первой мировой и Гражданской войн. Получил известность как первооткрыватель в Марийской республике лечебных грязей и минеральных источников на территории памятника природы «Кленовая гора» национального парка «Марий Чодра» («Марийский Лес») в Волжском районе Марий Эл.

## Биография
Родился 21 ноября 1888 года в дер. Нижний Азъял ныне Волжского района Марий Эл в крестьянской семье.
По окончании церковно-приходской школы в 1904—1906 годах вместе с основоположником марийской литературы С. Г. Чавайном учился в Казанской учительской семинарии.
В 1910 году был призван в Русскую императорскую армию, окончил Павловское и Виленское военные училища. Участник Первой мировой войны и Гражданской войн: офицер-пехотинец Русской императорской армии, в 1916 году был направлен в Петроград, где встретил Февральскую и Октябрьскую революцию. В годы Гражданской войны участвовал в боях, был контужен, по болезни вышел в отставку.
Вернулся домой, в 1921—1922 годах был сотрудником Марийской областной ВЧК. В 1922 году, устроившись лесничим в Лушмарском лесничестве, вместе с семьёй поселился на Кленовой горе на территории современного национального парка «Марий Чодра» («Марийский Лес») в Волжском районе Марий Эл, где обратил внимание на необычный вид и характерный запах местной грязи. Собрав пробы грязи и минеральной воды, А. А. Александров отправил их для исследования в Москву. По его инициативе в 1930 и 1939 годах соответственно были организованы научные экспедиции Московского географического института (под руководством профессора Б. Ф. Добрынина) и Горьковского физиотерапевтического института (во главе с инженером-гидрологом В. В. Ивановым). По выводам учёных, минеральные грязи и источники Кленовогорья характеризуются редким сочетанием полезных качеств и по лечебному воздействию сравнимы с лучшими курортами юга СССР и Франции. Открытые им источники с 1939 года используются в лечебных целях.
Осенью 1938 года тяжело болел. Скончался 16 апреля 1939 года после тяжёлой продолжительной болезни в п. Красногорский Звениговского района Марийской АССР. Похоронен в д. Большое Шигаково Звениговского района МарАССР.

## Память
- Его именем названа улица в п. Красногорский Звениговского района Марий Эл[2][3].
- В 1949 году в п. Красногорский Звениговского района Марийской АССР на фасаде здания грязелечебницы на базе госпиталя инвалидов Великой Отечественной войны в память об А. А. Александрове была открыта мемориальная доска[3].
- На доме, где А. А. Александров жил последние годы, в п. Красногорский Звениговского района Марий Эл установлена мемориальная доска[2][3].
- В честь А. А. Александрова на Кленовой горе на территории национального парка «Марий Чодра» в Волжском районе Марий Эл установлена памятная стела[2][3].
- Дом первооткрывателя лечебных грязей и минеральных источников Кленовогорья А. А. Александрова на Кленовой горе в Волжском районе Марий Эл признан историческим памятником[3].